# Lewis Edward Anderson
Lewis Edward Anderson (16 de junio de 1912 - 1 de febrero de 2007 ) fue un botánico estadounidense. Realizó extensas exploraciones por México
Fue un destacado especialista en la superdivisión de las briófitas.

## Algunas publicaciones
- lewis e. Anderson, arthur j. Shaw, blanka Shaw. 2009. Peat Mosses of the Southeastern United States. Volumen 102 de Memoirs of the New York Botanical Garden 102, ISSN 0077-8931 ed. ilustrada de New York Botanical Garden, 110 p. ISBN 0893275050, ISBN 9780893275051

- ----------------------. 1985. Contributions to systematic bryology: dedicated to Lewis E. Anderson. Monographs in systematic botany 11. Ed. Missouri Botanical Garden, 216 p.

- La abreviatura «L.E.Anderson» se emplea para indicar a Lewis Edward Anderson como autoridad en la descripción y clasificación científica de los vegetales.[2]